# Idalia (nome)
Idalia  è un nome proprio di persona italiano femminile.

## Varianti
- Alterati: Idalina
- Maschili: Idalio[1], Idalo[1]

## Origine e diffusione
Nome di scarsa diffusione, da ricondurre probabilmente a un epiteto della dea greca Afrodite, detta "Idalia" poiché venerata in un grande tempio a Idalio, nell'isola di Cipro; il nome di tale città (Ιδάλιον, Idalion, in greco e Idalium in latino) è una contrazione di Eidon helios, "ho visto il Sole").
Meno plausibile una derivazione dall'elemento germanico id ("operosità", da cui Ida).
È distribuito nell'Italia centro-settentrionale, in particolare in Lombardia e Piemonte. È attestato anche in spagnolo e catalano.

## Onomastico
Il nome non ha sante patrone, quindi è adespota. L'onomastico si può festeggiare il 1º novembre, giorno di Ognissanti.